# Madonna delle Angustie

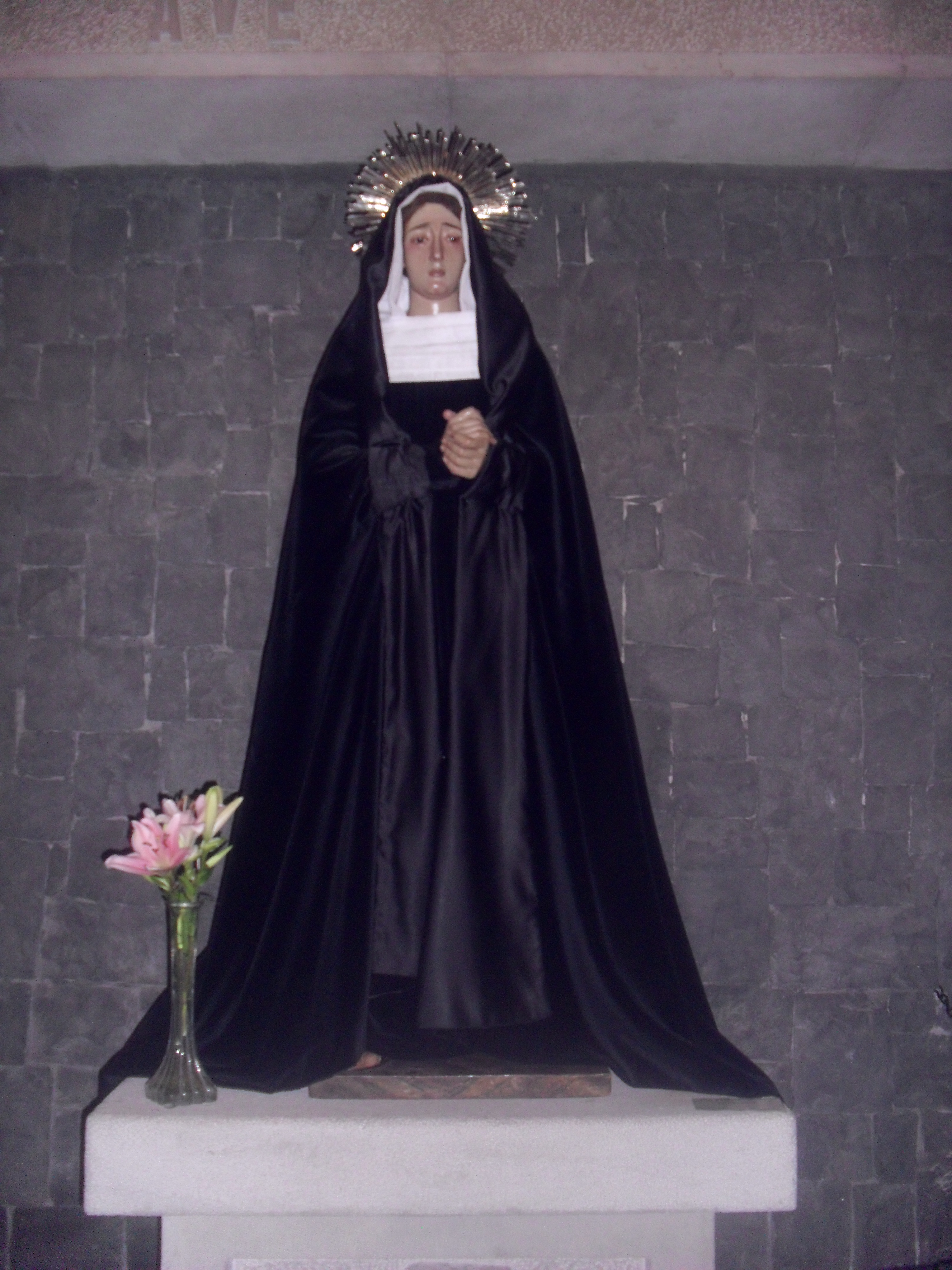
Madonna delle Angustie venerata nella chiesa di Nostra Signora del Pilar in Santa Cruz de Tenerife (Spagna).

La Madonna delle Angustie (in spagnolo: Virgen de las Angustias) è un'effigie mariana venerata nella chiesa di Nostra Signora del Pilar a Santa Cruz de Tenerife (Isole Canarie, Spagna). La statua è oggetto di una delle devozioni mariane più radicate della città ed è soprannominata "La Republicana", perché fu l'unica statua che uscì in processione in tempi della Seconda Repubblica spagnola, nonostante le processioni religiose fossero vietate.
La Vergine è una scultura di stile classicista, che misura 1,50 metri, progettata dallo scultore locale Miguel Arroyo nel 1804. L'immagine mostra l'espressione di tristezza e dolore, che spiccano nella grande austerità e la semplicità della scultura. L'immagine è completamente vestita di nero, disadorna. Una confraternita mantiene vivo il culto mariano presso questo simulacro.
La processione della Vergine si ripete ogni venerdì santo a mezzogiorno, e lo stesso giorno, la sera, accompagnata da altre immagini religiose provenienti da varie chiese della città.